# Invoerverbod
Een invoerverbod is een verbod op de invoer van bepaalde goederen. Dit wordt toegepast om de eigen economie te beschermen tegen goedkopere buitenlandse goederen. Dit is een maatregel binnen het protectionisme.